# Garsendonius van Mantua
Garsendonius, ook bekend als Garsedonio van Mantua of Graziadoro (?, begin 12e eeuw - Luzzara, 1187), was een Duits of Italiaans geestelijke, die tweemaal bisschop van Mantua was en in de periode daartussen proost van het kapittel van Sint-Servaas in Maastricht. Hij geldt als een van de trouwste aanhangers onder de Italiaanse kerkvorsten van keizer Frederik I Barbarossa, van wie hij enige tijd hofkapelaan was. Aan het eind van zijn leven was hij korte tijd podestà van Mantua.

## Biografische schets
Over het leven van Garsendonius is vrij weinig bekend. Volgens de overlevering was hij afkomstig uit Duitsland, wat in de 12e eeuw synoniem was met het noordelijk deel van het Heilige Roomse Rijk, inclusief de Nederlanden. In 1148 werd hij benoemd tot bisschop van de belangrijke Noord-Italiaanse stad Mantua, destijds behorend tot het Heilige Roomse Rijk. Daar ontpopte hij zich vanaf 1152 tot een fervent aanhanger van de Staufische koning Frederik I Barbarossa en steunde hij na 1159 diens tegenpausen. In 1158 was hij aanwezig op de rijksdag in Roncaglia. Door het toewijzen van de wereldlijke macht, naast de geestelijke macht, maakte Barbarossa hem tot prins-bisschop (vescovo-conte of conte imperiale). In 1162 werd Garsendonius geëxcommuniceerd door paus Alexander III, de tegenstander van Barbarossa. Waarschijnlijk werd hij rond deze tijd benoemd tot hofkapelaan (Duits: Hofvikar) van keizer Barbarossa, een functie die hij in elk geval vanaf 1164 bekleedde.
In 1168 (of 1174?) werd hij gedwongen af te treden als bisschop van Mantua, ten faveure van de later zalig verklaarde Giovanni van Surdis Cacciafronte, een vertrouweling van Alexander III. Kort daarop werd Garsendonius waarschijnlijk door Barbarossa benoemd tot proost van het Sint-Servaaskapittel in Maastricht. Gedurende de 12e eeuw was de Sint-Servaaskerk een rijkskerk en waren de meeste proosten van Sint-Servaas tevens kanselier van het Heilige Roomse Rijk. Of Garsendonius dat was, is niet bekend. Evenmin is zeker of hij tijdens zijn proostschap te Maastricht resideerde.
In juli 1177 sloot de keizer in Venetië vrede met paus Alexander III. Nog in hetzelfde jaar (of in 1179) keerde Garsendonius met keizerlijke steun terug op zijn bisschopszetel in Mantua. In 1179 wordt hij voor het laatst genoemd als proost van Sint-Servaas. In 1180 ontmoette hij als pauselijk legaat de keizer in Regensburg.
Van 1184 tot 1186 was hij podestà (letterlijk: 'machthebber'; hoogste magistraat) van Mantua, een titel die door Barbarossa omstreeks 1160 was gecreëerd om de keizerlijke invloed in Italiaanse steden te vergroten.

## Nalatenschap
Over Garsendonius' nalatenschap in Mantua is weinig bekend. Omstreeks 1152 liet hij in deze stad de Sint-Stefanuskerk herbouwen, een kerk waarvan thans nog slechts een muurfragment bewaard is gebleven.
Garsendonius' proostschap in Maastricht viel samen met de grootste bloeiperiode van het Sint-Servaaskapittel. Onder zijn voorgangers Arnold II van Wied, Gerard van Are en Christiaan I van Buch waren grote delen van de Sint-Servaaskerk vernieuwd. Rond 1165 gaf het kapittel opdracht voor de vervaardiging van een nieuw reliekschrijn voor Sint-Servaas, de Noodkist, een van de topwerken van Maaslandse edelsmeedkunst. Omstreeks 1170 begon Hendrik van Veldeke in opdracht van het kapittel en de Loonse gravin Agnes van Metz aan zijn Leven van Sint-Servaas, een van de eerste literaire werken in de Nederlandse taal. Of Garsendonius bemoeienis had met deze twee opdrachten is niet bekend.
Zijn naam komt voor op enkele schenkingsakten. Voor het Sint-Servaaskapittel wist hij tolvrijheid wist te verkrijgen voor de invoer van wijnen uit wijngebieden in het keurvorstendom Keulen. Daarvoor moest het kapittel jaarlijks een kruik wijn naar de Keulse aartsbisschop sturen. Verder kreeg hij van de keizer gedaan dat de ingezetenen van de dorpen Hees, Rosmeer en Sluizen, vanouds behorend tot de elf banken van Sint-Servaas, geen herendiensten aan de graven van Loon meer hoefden te verlenen.